# メルセデス・ベンツ・Sクラスクーペ
メルセデス・ベンツ・Sクラスクーペ（Mercedes-Benz S-Class Coupé ）は、ドイツの自動車メーカーであるメルセデス・ベンツ・グループがメルセデス・ベンツブランドで展開したクーペタイプの高級車である。前身はCLクラスである。コードネームはC217。2014年から製造・販売されている。2015年からは派生モデルとしてSクラスカブリオレ（R217）が登場している。

## 概要
Sクラスクーペ（C217）は、2013年のフランクフルトモーターショー、東京モーターショーにて「コンセプトSクラスクーペ」として展示された。その後、2014年のジュネーブショーで市販モデルとして発表された。
CLクラスの後継車にあたる。かつて歴代SクラスにはW126、W140に派生モデルとしてクーペモデルがあり、SECそして短期間ながらもSクラスクーペという名称が与えられ展開されていた。その後、1996年にCLクラスとして独立。そして再び、18年ぶりにSクラスクーペとして復活することになった。
文字通りSクラスがベースになっており、基本的な装備はSクラスに準ずる。ただしSクラスクーペ専用装備かつメルセデス・ベンツ初搭載として、後輪駆動モデルのみに搭載される「カーブ・チルティング・ファンクション」がある。これはマジックボディコントロールにより前方のカーブを読み取り、カーブに入ったところで車体を傾けるなどしロールを抑える機構である。

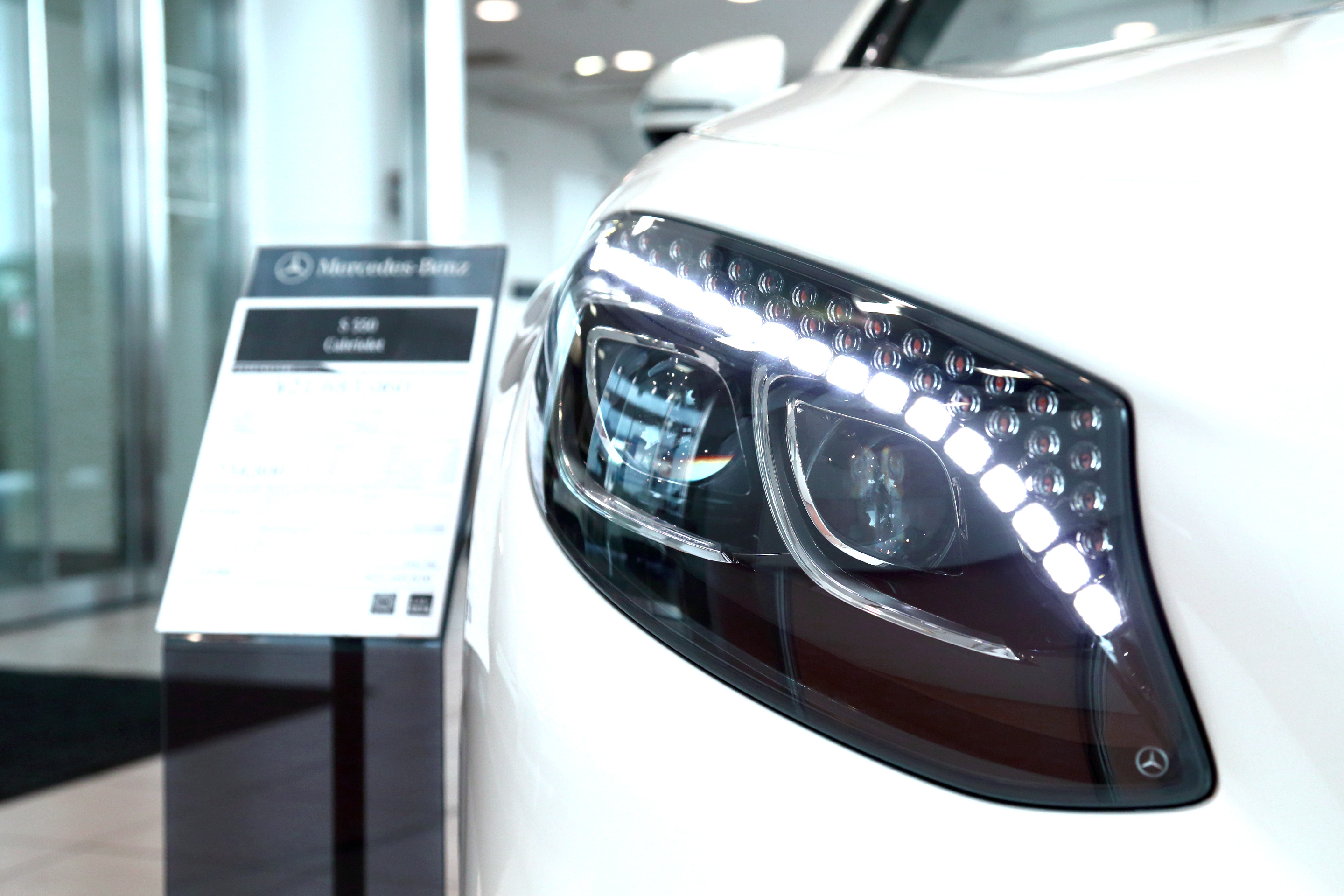
スワロフスキーライト（S550カブリオレ）

エクステリアでは、内部に片側47個のスワロフスキー・クリスタルを組み込んだ専用のLED式ヘッドライトを採用する。これにより表情はメルセデス・ベンツのフラグシップ・クーペとして極めて豪華なものとなっている。
2015年には、フランクフルトモーターショー（IAA）でオープンカー・バージョンであるSクラスカブリオレが発表された。コードネームはR217。このモデルは、Sクラスの前身モデルであるメルセデス・ベンツ・W111以来44年ぶりとなる高級大型4シーターオープンモデルである。基本ボディの60%をクーペと共用するが、オープンモデル化のための補強に関しアルミニウムやマグネシウムを多く採用することでボディシェル重量をSクラスクーペ並みのレベルに抑え込んでいる。後部座席後方には格納式ロールオーバーシステムを備える。トップ（屋根）には静粛性や耐候性を確保した3層構造のソフトトップを採用する。この操作はセンターコンソールのスイッチで行い、約20秒で開閉が可能である。
なお「S500」は、クーペ・カブリオレともに日本・アメリカ・カナダの各市場向けには「S550」に名称を変更し販売されている。

## 日本での展開
日本では2014年10月10日に発表。「S550 4MATIC クーペ」・「メルセデスAMG S63 4MATIC クーペ」・「メルセデスAMG S65 クーペ」の3モデルに加えて、限定車として「S550 4MATIC クーペ エディション1」・「メルセデスAMG S63 4MATIC クーペ エディション1」となっている。なお、日本仕様は導入当初「メルセデスAMG S65 クーペ」以外のモデルは全て4MATICのみの設定となり、CLクラスで設定されていた右ハンドル仕様車は設定されなかった（なおSクラスクーペ4MATIC自体が左ハンドル専用設計である）。

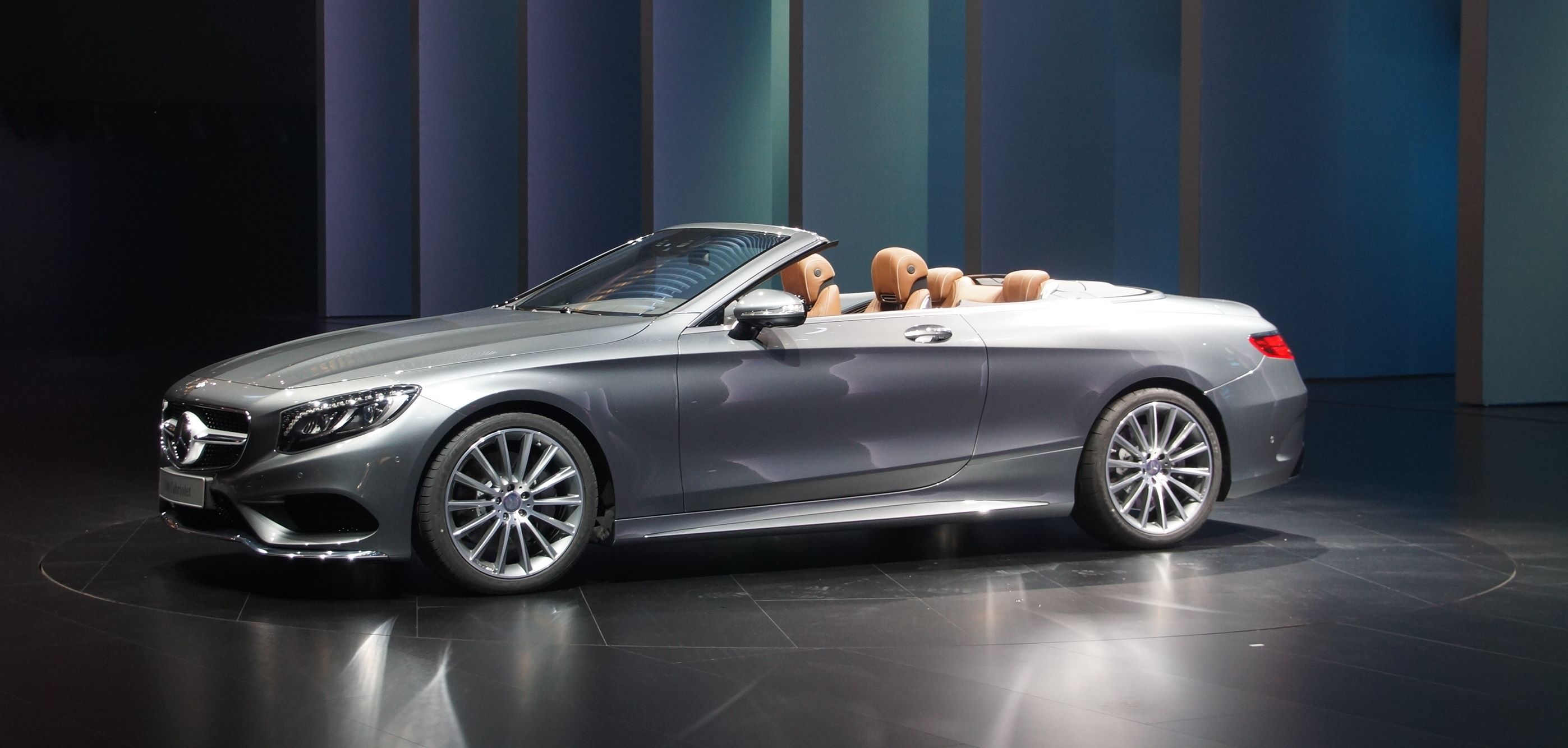
S500（ドイツ本国仕様）
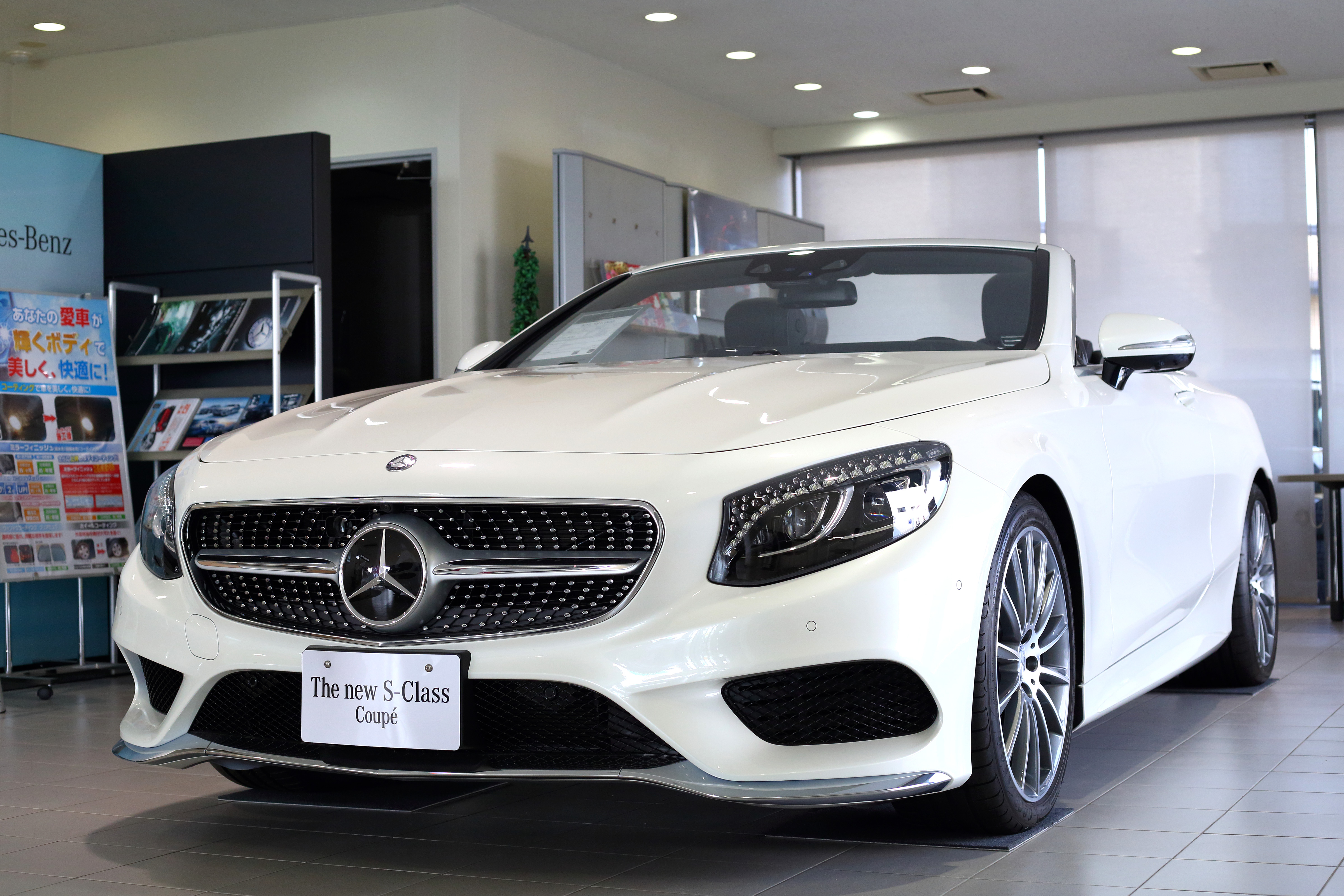
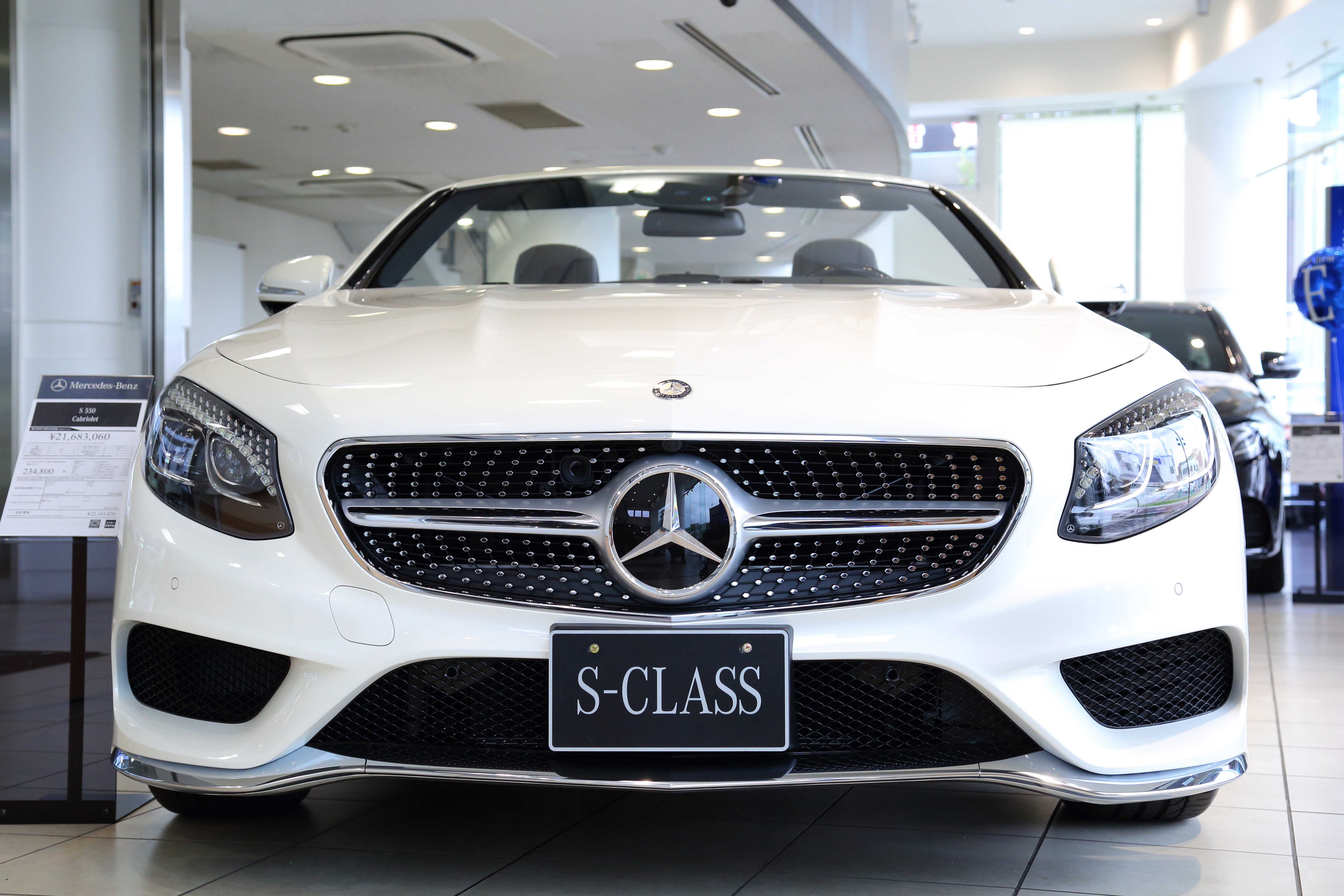
S550日本仕様フロント
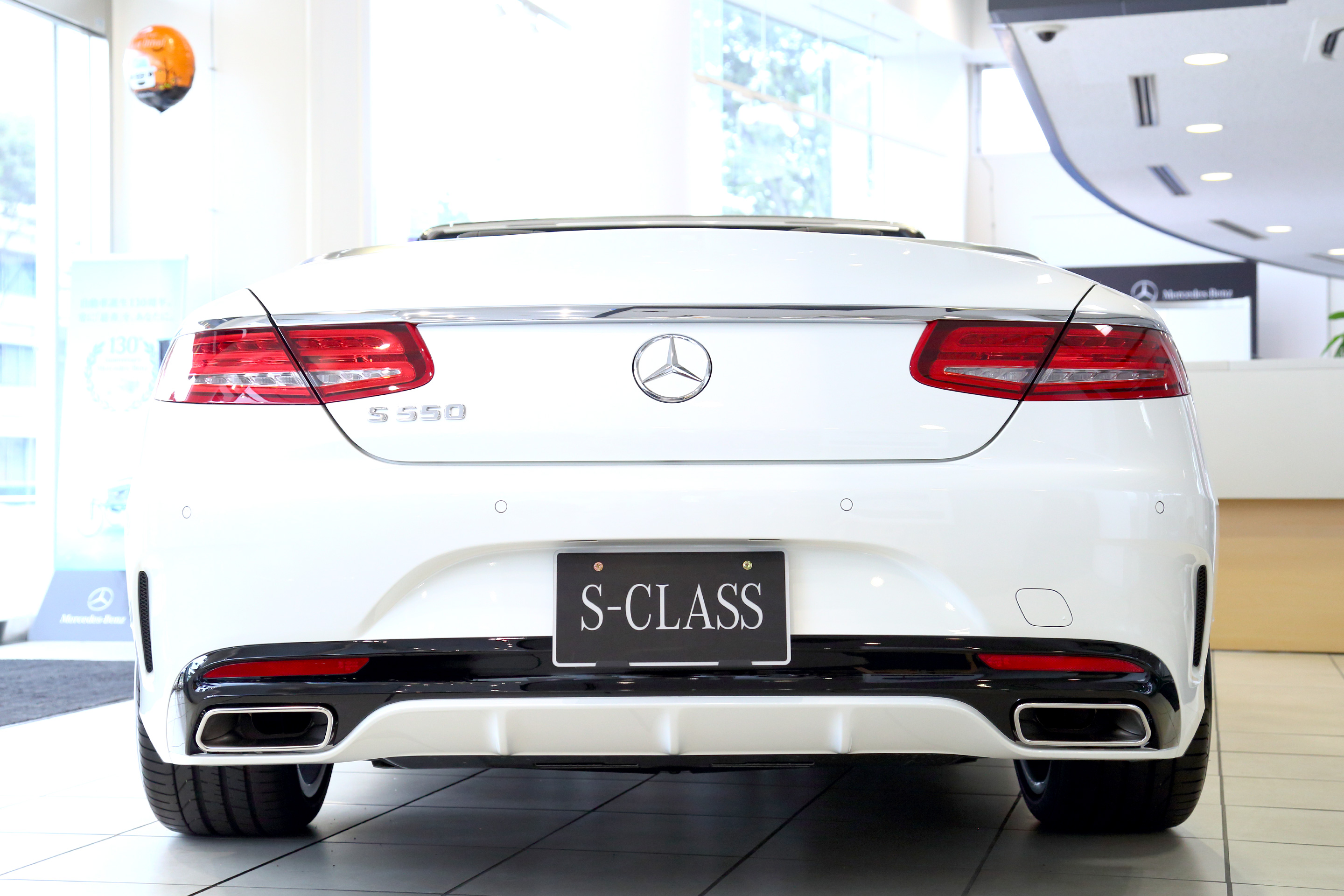
同リア

2015年7月14日に、右ハンドル仕様の「S550 クーペ」が追加された。「S550 4MATIC クーペ」と比べて16万円高となっているが、これはSクラスクーペとしては初めて9速AT「9G-TRONIC」が導入されたことによる。1速～9速までの変速比幅が大きいことによってエンジン回転数が全体的に抑制され、優れたエネルギー効率と快適な走りを実現。JC08モード燃費は9.6km/Lで、Sクラスクーペで初となる「平成27年度燃費基準+10%」を達成した。
2016年3月1日に、「S400 4MATIC クーペ」が追加された。この車種はSクラス・クーペのエントリーモデルとして、すでにヨーロッパ（一部を除く）で2015年12月から追加販売されている。V6エンジン＋ツインターボに4MATICを組み合わせ、トランスミッションは7G-TRONIC PLUSであり、動力性能は0-100km/h加速が5.6秒。最高速度は上位モデル同様、リミッターが作動する250km/hに達する。燃費は欧州複合モードで12km/L・JC08モード燃費が10.6km/Lで、CO2排出量は193g/kmと公表されている。
2016年6月2日に、カブリオレが追加された。ラインナップは「S550 カブリオレ」「メルセデスAMG S63 4MATIC カブリオレ」「メルセデスAMG S65 カブリオレ」そして限定仕様車として「メルセデスAMG S63 4MATIC カブリオレ Edition 130」である。
2018年6月20日に、クーペ・カブリオレ共にマイナーチェンジが発表され、同日より販売が開始された。2017年8月にマイナーチェンジされたセダン同様に、「インテリジェントドライブ」の強化や「Mercedes me connect（メルセデス ミー コネクト）」が搭載されたほか、リアコンビネーションランプが有機ELに変更された。また、グレード体系が一部変更され、「S400 4MATIC クーペ」「S550 クーペ」「S550 4MATIC クーペ」「S550 カブリオレ」はエンジンの置換とトランスミッションの9速への多段化（「S550クーペ」はエンジンの置換のみ）を受け、「S450 4MATIC クーペ」「S560 クーペ」「S560 4MATIC クーペ」「S560 カブリオレ」にそれぞれ改名され、「メルセデスAMG S63 4MATIC クーペ」と「メルセデスAMG S63 4MATIC カブリオレ」もエンジンが置換され、トランスミッションが9速に多段化、四輪駆動システムをトルク可変型の「4MATIC+」へ変更され、「メルセデスAMG S63 4MATIC+ クーペ」と「メルセデスAMG S63 4MATIC+ カブリオレ」へ改名された。
クーペ

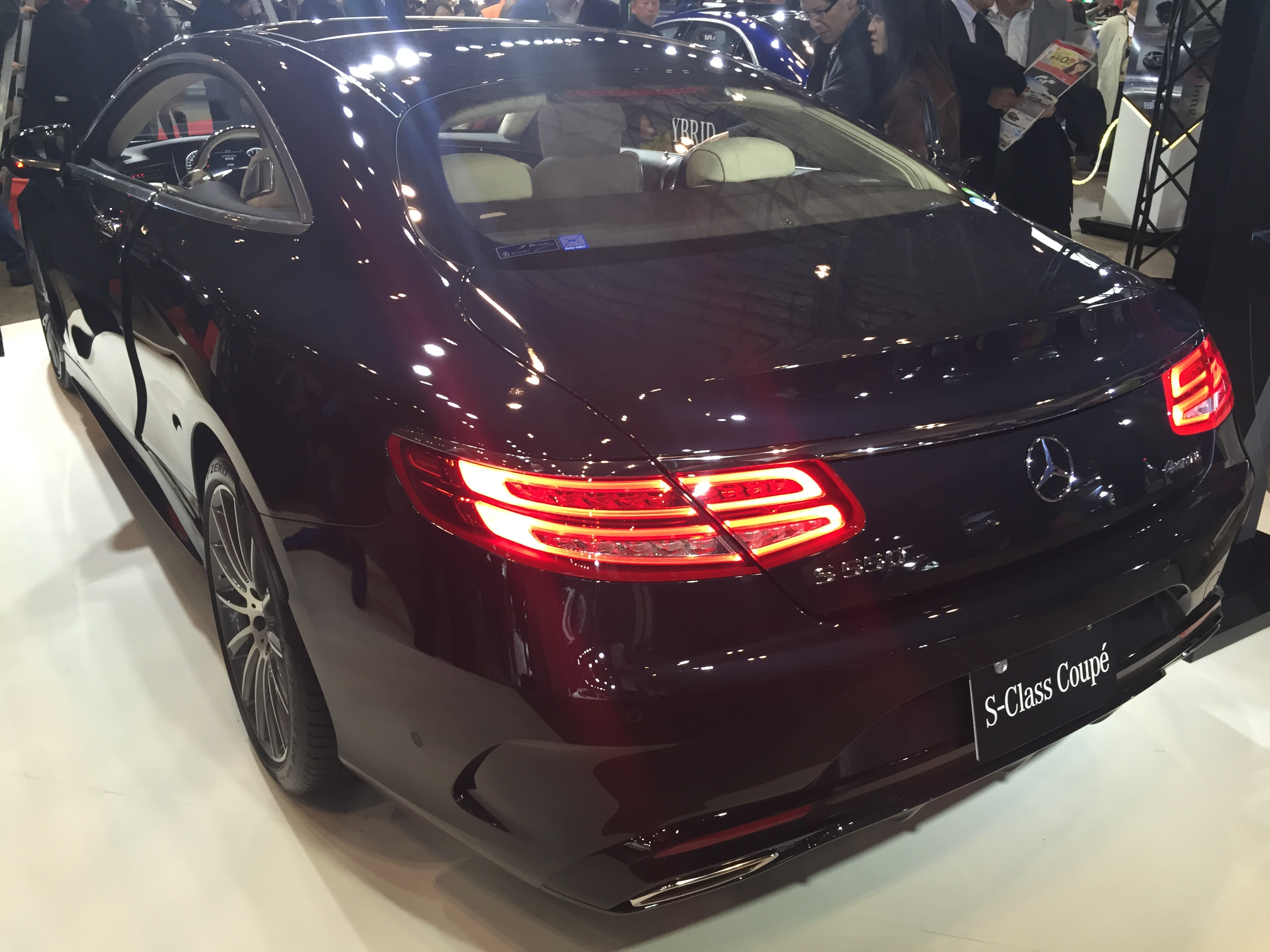
S550 4MATIC クーペ（リア）
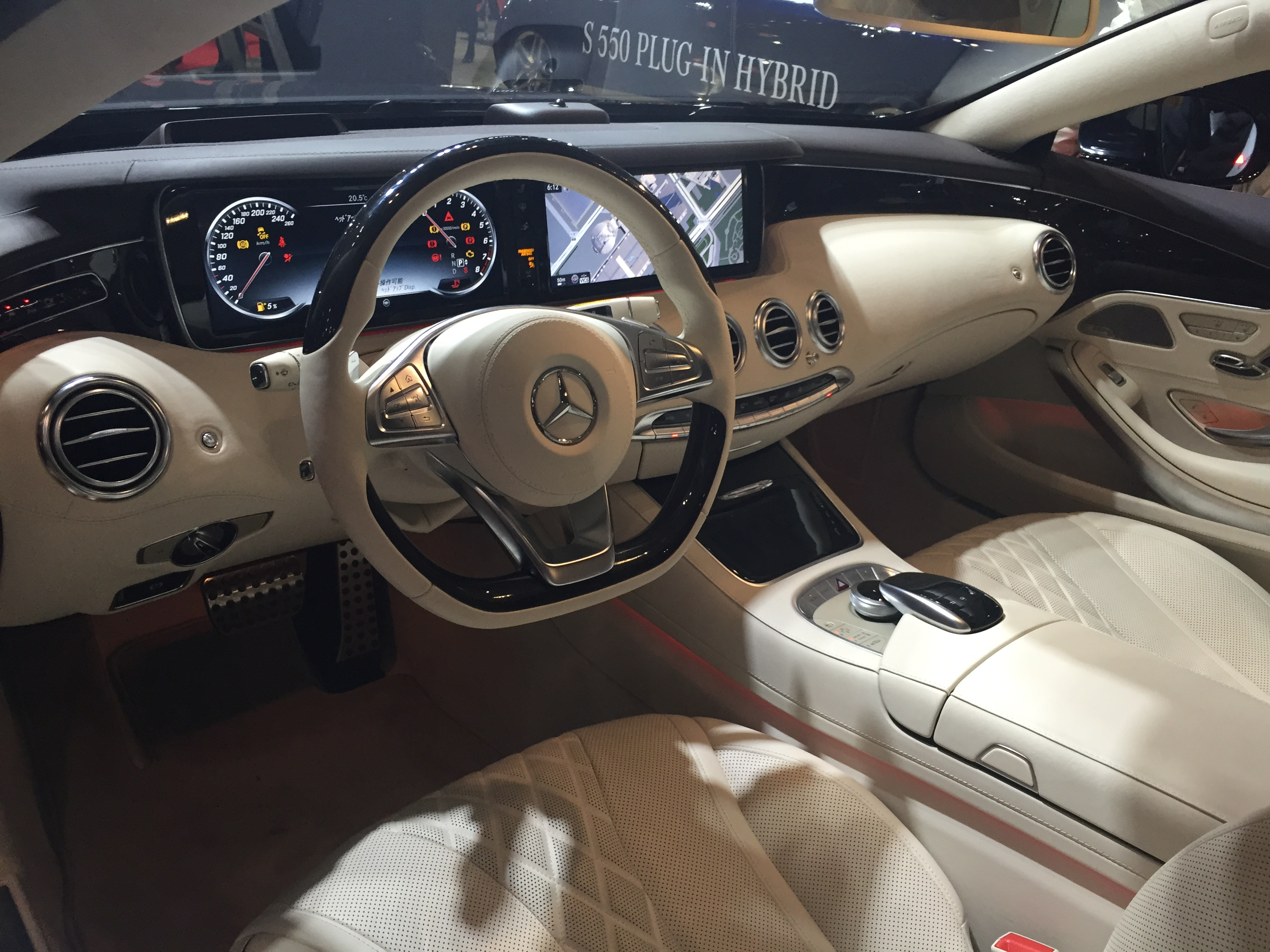
S550 4MATIC クーペ（インテリア）
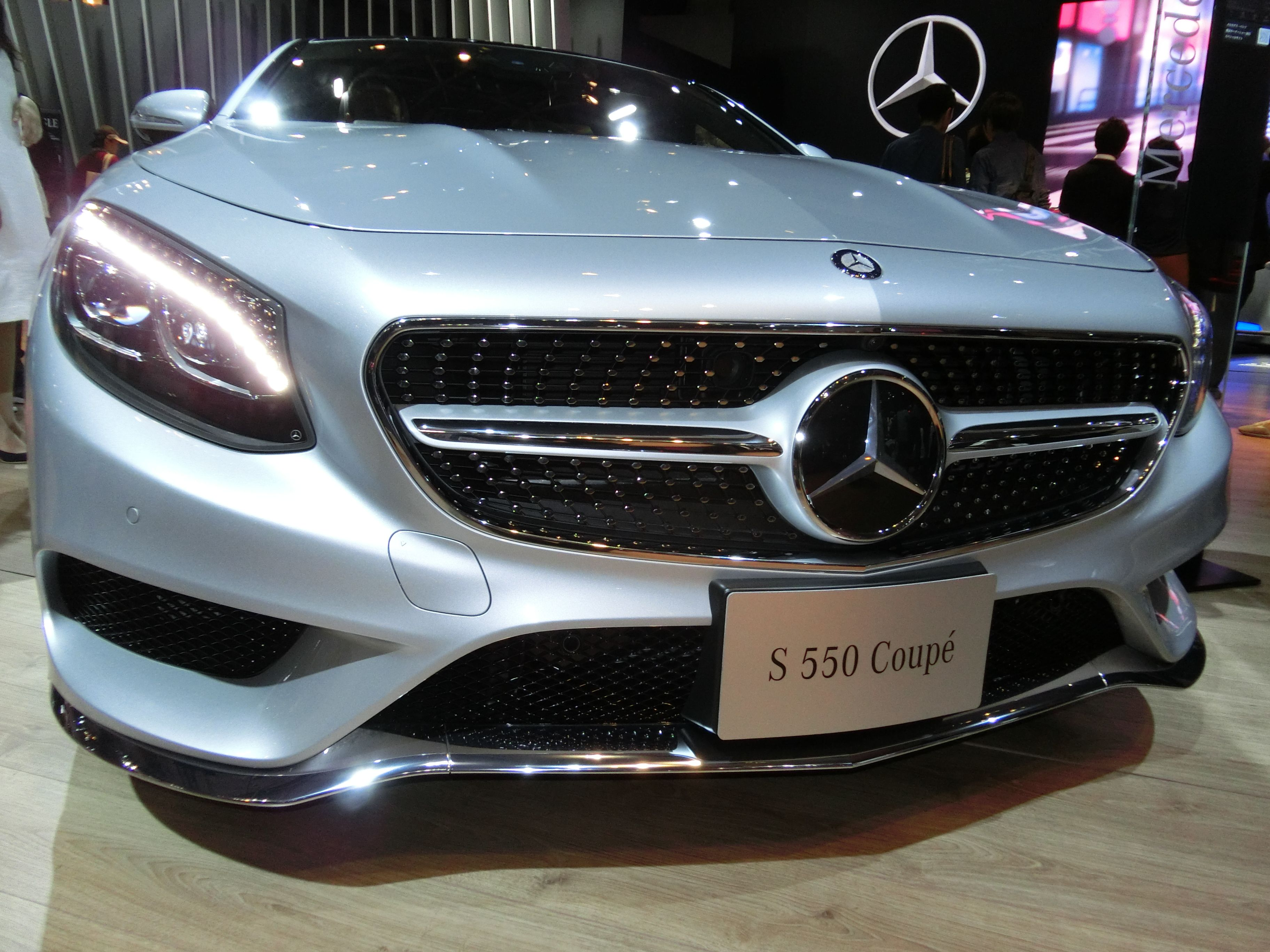
S550クーペ（フロント）
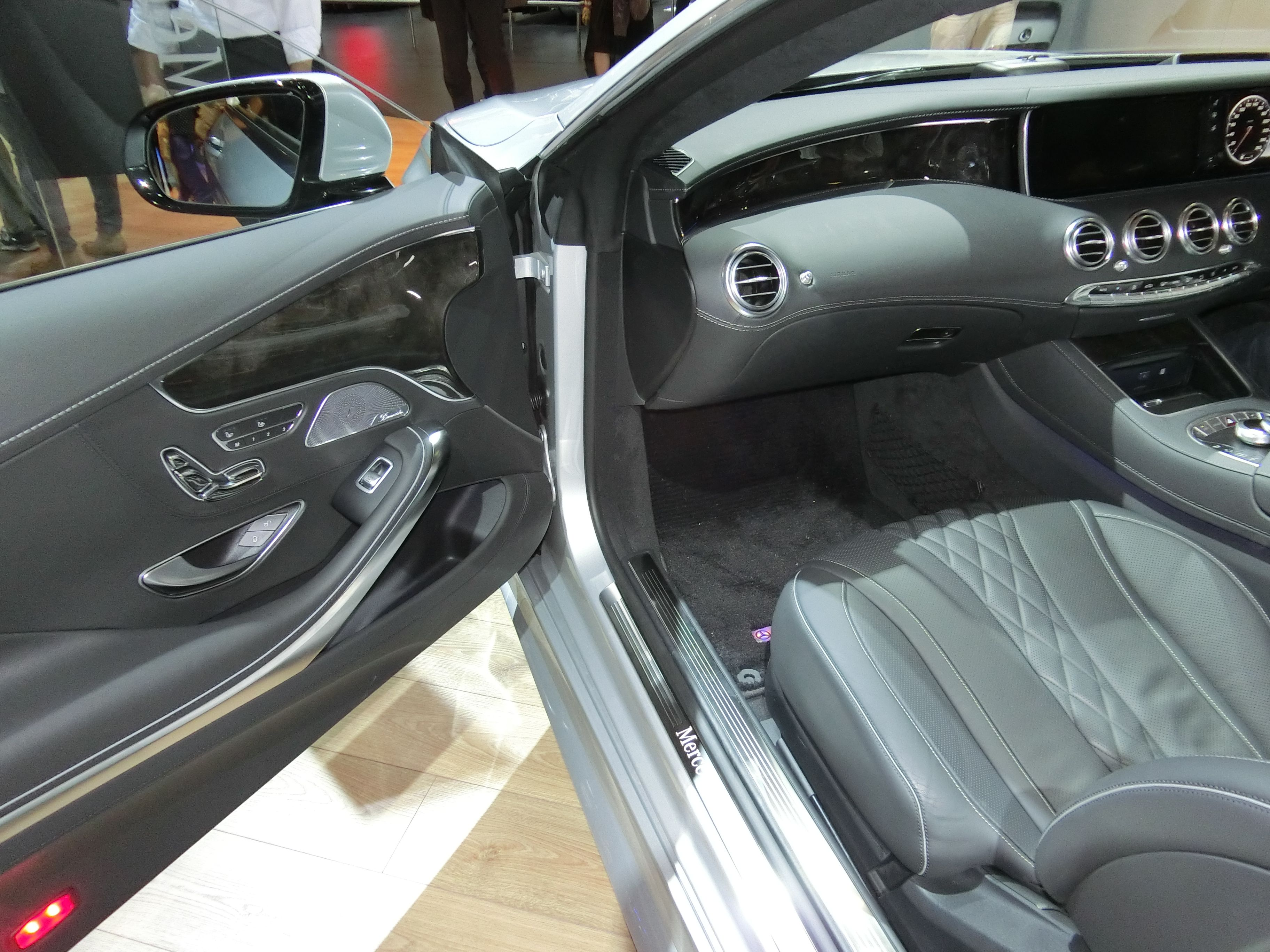
S550クーペ（インテリア）

メルセデスAMG

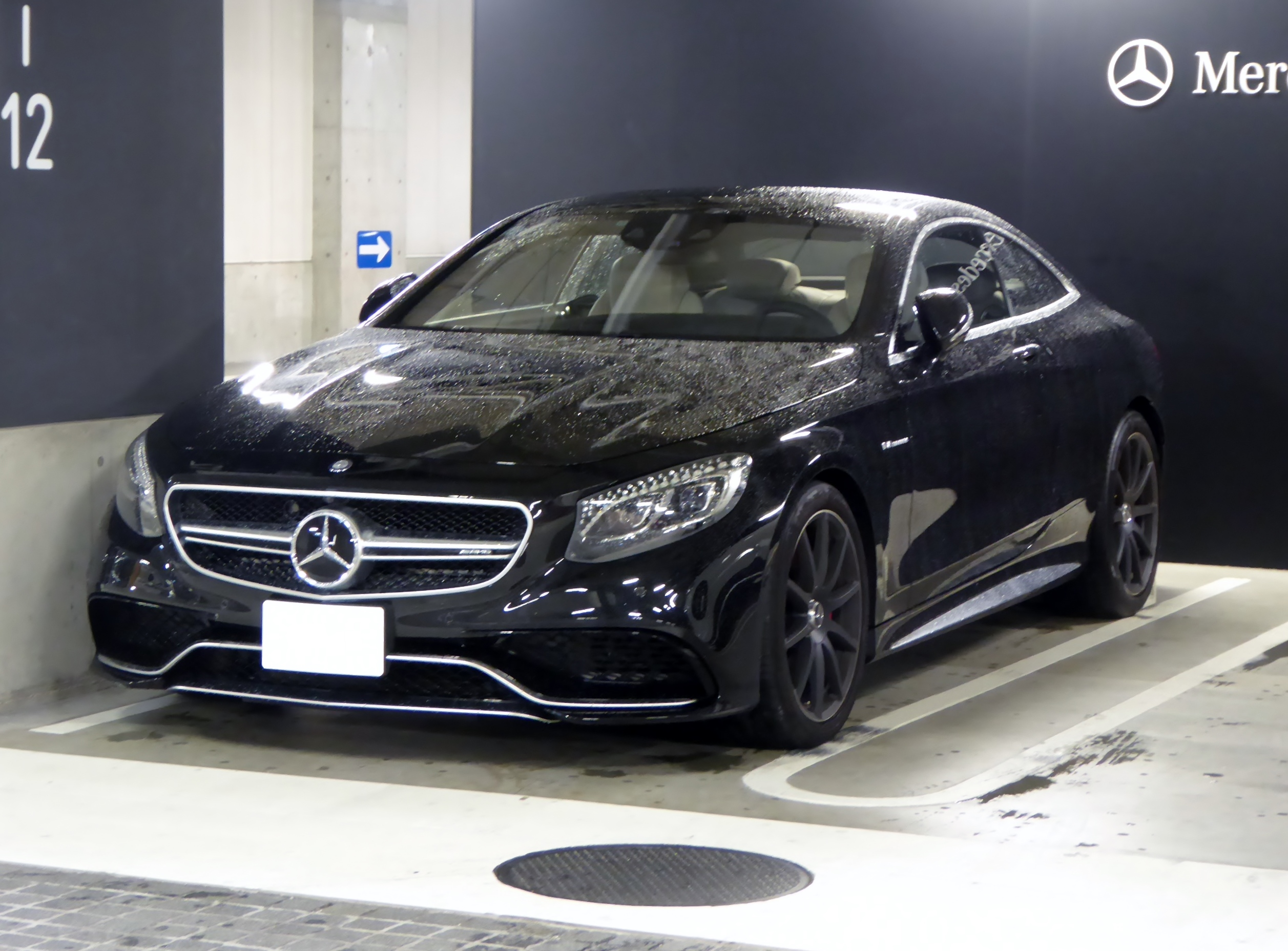
メルセデスAMG S63 4MATIC クーペ（フロント）
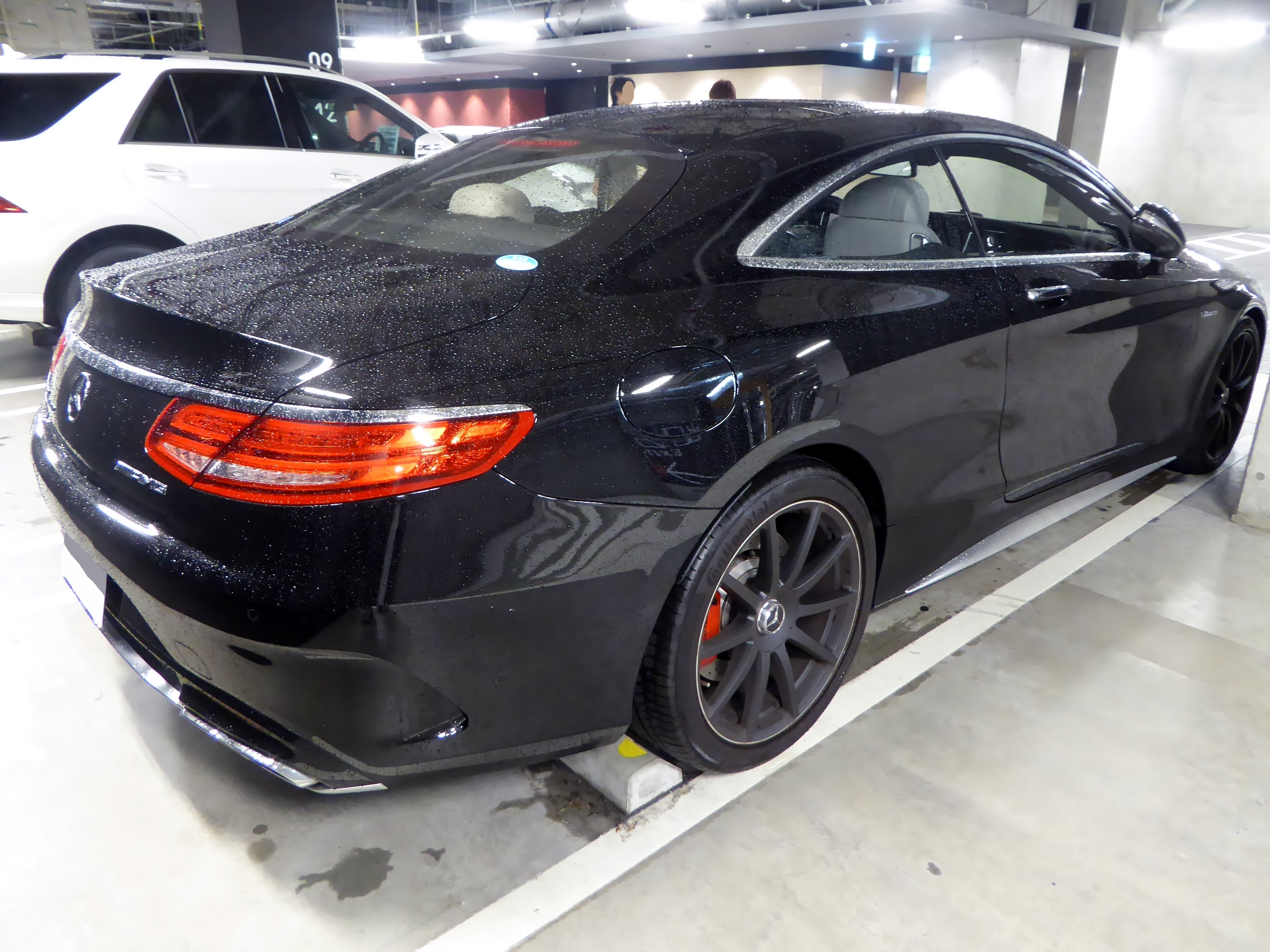
メルセデスAMG S63 4MATIC クーペ（リア）
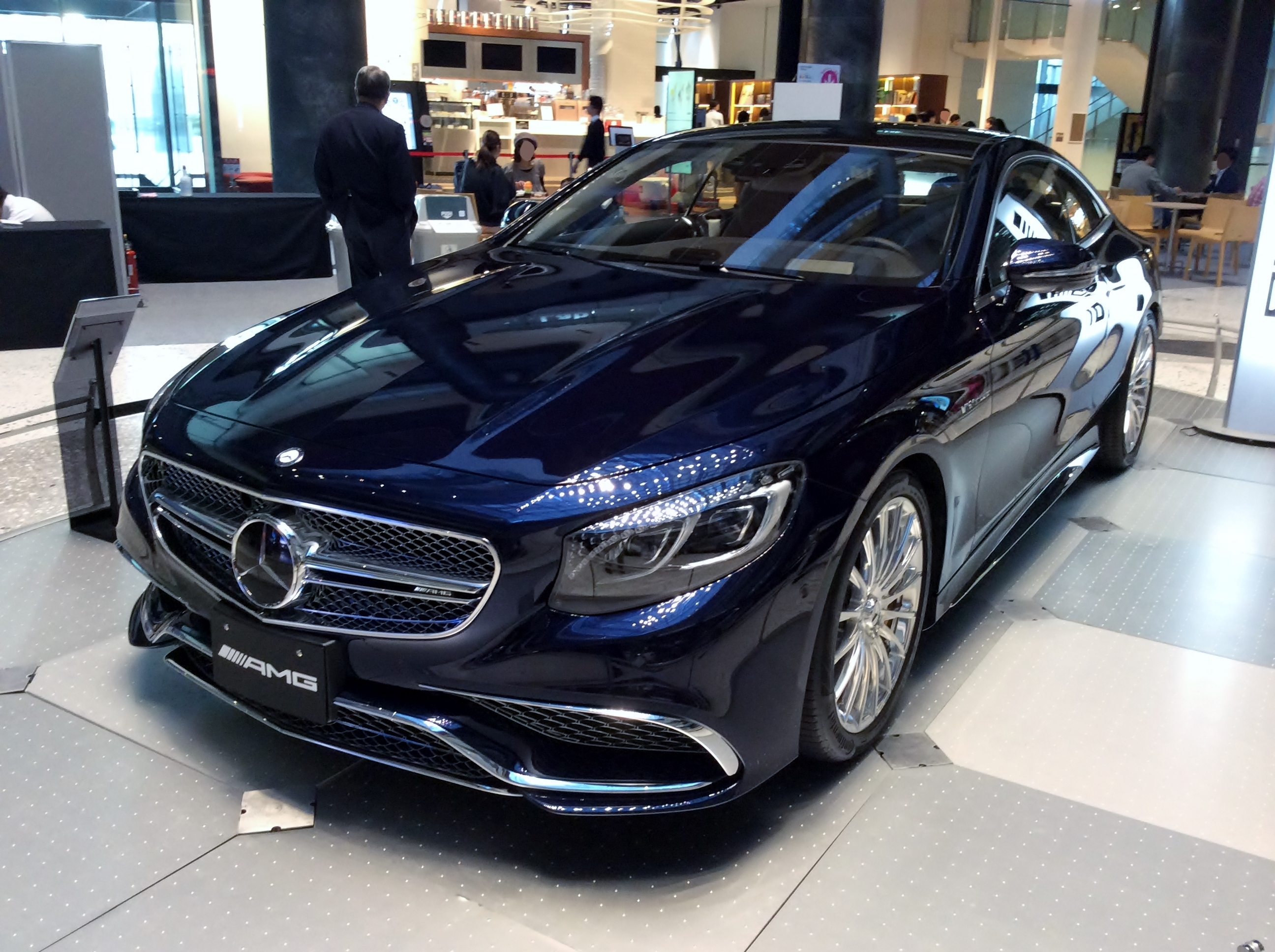
メルセデスAMG S65 クーペ（フロント）
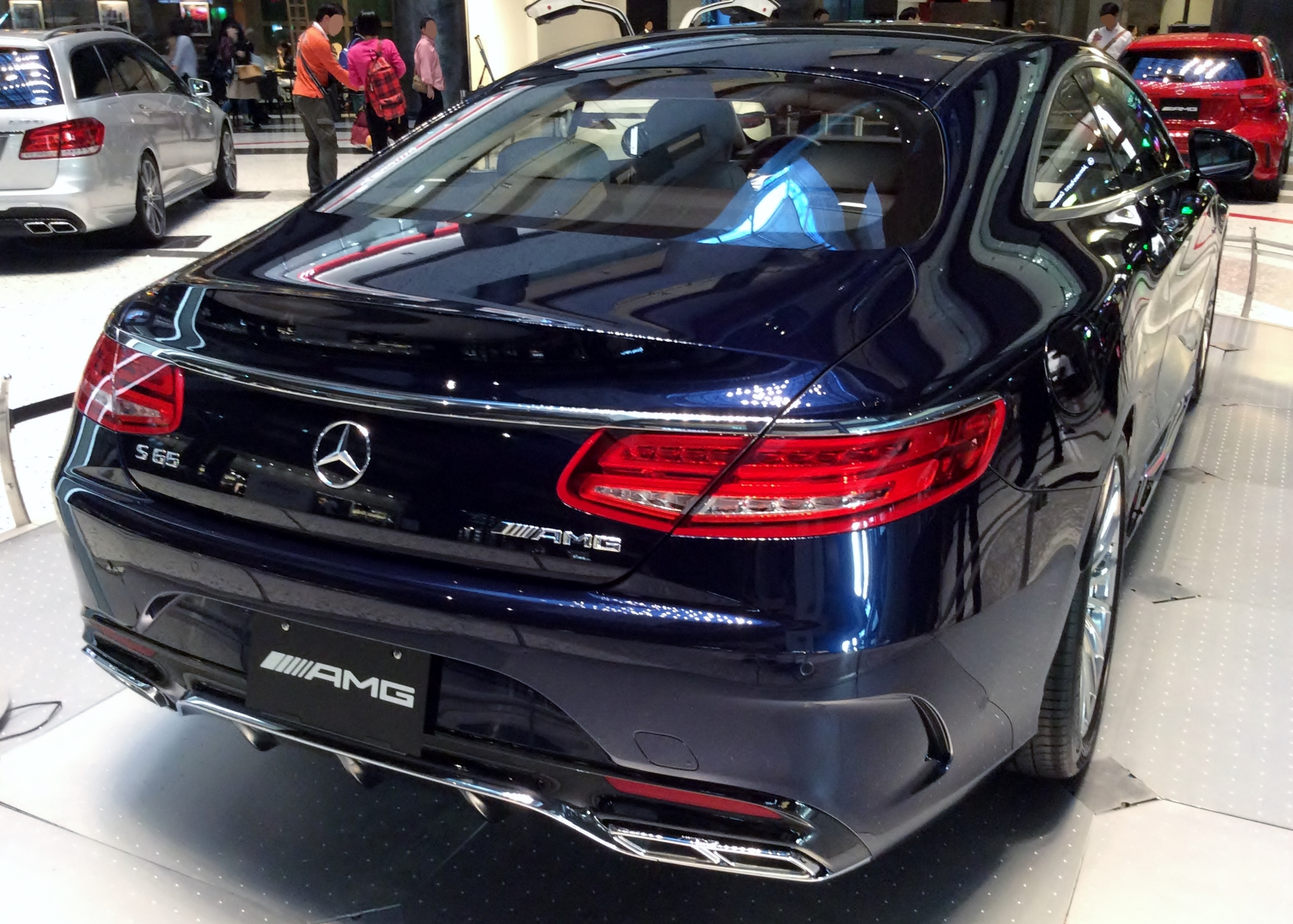
メルセデスAMG S65 クーペ（リア）

カブリオレ
- S500（ドイツ本国仕様）
- S550日本仕様フロント
- 同リア

## エンジンとテクニカルデータ（日本仕様）
| モデル             | S400 4MATIC Coupé                | S450 4MATIC Coupé               | S550 Coupé/Cabriolet                                      | S560 Coupé/Cabriolet            | S550 4MATIC Coupé                | S560 4MATIC Coupé               | Mercedes-AMG S63 4MATIC Coupé/Cabriolet                    | Mercedes-AMG S63 4MATIC+ Coupé/Cabriolet | Mercedes-AMG S65 Coupé/Cabriolet                    |    |
| ------------------ | -------------------------------- | ------------------------------- | --------------------------------------------------------- | ------------------------------- | -------------------------------- | ------------------------------- | ---------------------------------------------------------- | ---------------------------------------- | --------------------------------------------------- | -- |
| 販売期間           | 2016年3月- 2018年6月             | 2018年6月-                      | Coupé 2015年7月- 2018年6月 Cabriolet 2016年6月- 2018年6月 | 2018年6月-                      | 2014年10月- 2018年6月            | 2018年6月-                      | Coupé 2014年10月- 2018年6月 Cabriolet 2016年6月- 2018年6月 | 2018年6月-                               | Coupé 2014年10月- Cabriolet 2016年6月-              |    |
| ステアリング       | 左                               | 左                              | 左                                                        | 右                              | 右                               | 左                              | 左                                                         | 左                                       | 左                                                  | 左 |
| トランスミッション | 電子制御7速AT （7G-TRONIC PLUS） | 電子制御9速AT （9G-TRONIC）     | 電子制御9速AT （9G-TRONIC）                               | 電子制御9速AT （9G-TRONIC）     | 電子制御7速AT （7G-TRONIC PLUS） | 電子制御9速AT （9G-TRONIC）     | 電子制御7速AT （AMGスピードシフトMCT）                     | 電子制御9速AT （AMGスピードシフトMCT）   | 電子制御7速AT （AMGスピードシフトプラス 7G-TRONIC） |    |
| 駆動方式           | 4輪駆動（4WD）                   | 4輪駆動（4WD）                  | 後輪駆動（FR）                                            | 後輪駆動（FR）                  | 4輪駆動（4WD）                   | 4輪駆動（4WD）                  | 4輪駆動（4WD）                                             | 4輪駆動（4WD）                           | 後輪駆動（FR）                                      |    |
| エンジン型式       | 276                              | 276M30                          | 278                                                       | 176                             | 278                              | 176                             | 157                                                        | 177                                      | 279                                                 |    |
| 種類・シリンダー数 | DOHC V型6気筒 ツインターボ       | DOHC V型6気筒 ツインターボ      | DOHC V型8気筒 ツインターボ                                | DOHC V型8気筒 ツインターボ      | DOHC V型8気筒 ツインターボ       | DOHC V型8気筒 ツインターボ      | DOHC V型8気筒 ツインターボ                                 | DOHC V型8気筒 ツインターボ               | SOHC V型12気筒 ツインターボ                         |    |
| 排気量             | 2,996cc                          | 2,996cc                         | 4,663cc                                                   | 3,982cc                         | 4,663cc                          | 3,982cc                         | 5,461cc                                                    | 3,982cc                                  | 5,980cc                                             |    |
| 最高出力           | 270kW（367PS） 5,500-6,000rpm    | 270kW（367PS） 5,500-6,000rpm   | 335kW（455PS） 5,250-5,500rpm                             | 345kW（469PS） 5,250-5,500rpm   | 335kW（455PS） 5,250-5,500rpm    | 345kW（469PS） 5,250-5,500rpm   | 430kW（585PS） 5,500rpm                                    | 450kW（612PS） 5,500-6,000rpm            | 463kW（630PS） 4,800-5,400rpm                       |    |
| 最大トルク         | 500Nm（51.8kgm） 1,800-4,500rpm  | 500Nm（51.8kgm） 1,800-4,500rpm | 700Nm（71.4kgm） 1,800-3,500rpm                           | 700Nm（71.4kgm） 2,000-4,000rpm | 700Nm（71.4kgm） 1,800-3,500rpm  | 700Nm（71.4kgm） 2,000-4,000rpm | 900Nm（91.8kgm） 2,250-3,750rpm                            | 900Nm（91.8kgm） 2,750-4,500rpm          | 1,000Nm（102.0kgm） 2,300-4,300rpm                  |    |

## エンジンとテクニカルデータ（ドイツ仕様）
| モデル               | S400 4MATIC                     | S550                            | S550 4MATIC                     | Mercedes-AMG S63                       | Mercedes-AMG S63 4MATIC                | Mercedes-AMG S65                                    |
| -------------------- | ------------------------------- | ------------------------------- | ------------------------------- | -------------------------------------- | -------------------------------------- | --------------------------------------------------- |
| トランスミッション   | 電子制御7速AT （7G-TRONIC）     | 電子制御9速AT （9G-TRONIC）     | 電子制御7速AT （7G-TRONIC）     | 電子制御7速AT （AMGスピードシフトMCT） | 電子制御7速AT （AMGスピードシフトMCT） | 電子制御7速AT （AMGスピードシフトプラス 7G-TRONIC） |
| 駆動方式             | 4輪駆動（4WD）                  | 後輪駆動（FR）                  | 4輪駆動（4WD）                  | 後輪駆動（FR）                         | 4輪駆動（4WD）                         | 後輪駆動（FR）                                      |
| エンジン型式         | 276                             | 278                             | 278                             | 157                                    | 157                                    | 279                                                 |
| 種類・シリンダー数   | DOHC V型6気筒 ツインターボ      | DOHC V型8気筒 ツインターボ      | DOHC V型8気筒 ツインターボ      | DOHC V型8気筒 ツインターボ             | DOHC V型8気筒 ツインターボ             | SOHC V型12気筒 ツインターボ                         |
| 排気量               | 2,996cc                         | 4,663cc                         | 4,663cc                         | 5,461cc                                | 5,461cc                                | 5,980cc                                             |
| 最高出力             | 270kW（367PS） 5,500-6,000rpm   | 335kW（455PS） 5,250-5,500rpm   | 335kW（455PS） 5,250-5,500rpm   | 430kW（585PS） 5,500rpm                | 430kW（585PS） 5,500rpm                | 463kW（630PS） 4,800-5,400rpm                       |
| 最大トルク           | 500Nm（51.8kgm） 1,800-4,500rpm | 700Nm（71.4kgm） 1,800-3,500rpm | 700Nm（71.4kgm） 1,800-3,500rpm | 900Nm（91.8kgm） 2,250-3,750rpm        | 900Nm（91.8kgm） 2,250-3,750rpm        | 1,000Nm（102.0kgm） 2,300-4,300rpm                  |
| 欧州エミッション規制 | 193 Euro 6 C                    | 193 Euro 6 C                    | 219 Euro 6 D                    | 237 Euro 6 E                           | 242 Euro 6 F                           | 279 Euro 6 G                                        |